# 財政部關務署高雄關
財政部關務署高雄關（簡稱高雄關）位於高雄市鼓山區。轄區包括嘉義縣以南之嘉義、台南、高雄、屏東、台東諸縣市、澎湖列島及金門地區，區內有嘉南平原、屏東工（農）業區、高雄市、高雄港及高雄國際機場。
為服務商民就近完成通關程序，於關務署高雄關關本部下設業務一、二組、稽查組、儀檢組、機動稽核組、法務緝案組等單位，除關本部外另設小港分關、旗津分關、高雄機場分關、嘉南分關等分別就近辦理轄區業務，掌理涵括金門、澎湖及台南、高雄科學工業園區等通關業務。 其業務包括海運、空運客貨進出口、查緝、保稅、科技產業園區(舊稱加工出口區)、科學工業園區、自由貿易港區、郵包、物流等項。 
1863年（同治2年）12月，清廷在高雄旗后設立高雄支關，此為本關初創，亦為高雄港初設海關，迄今已逾百年。

## 歷史
- 1858年（咸豐8年）簽訂天津條約，開放台灣為通商口岸，當時開放的港口有淡水港及安平港。打狗港因地理環境優越，亦受到相同矚目。
- 1860年（咸豐10年）清廷根據中英、中法天津條約，開放淡水港及安平港為通商口岸。1863年（同治2年）清廷首度在台灣設立淡水海關及基隆支關；同年12月在高雄旗后設立高雄支關，此為本局初創，亦為高雄港初設海關。
- 1863年10月，清廷頒訂「打狗港暫行章程」，開放打狗港作為安平港的外港，這是高雄港開埠的起點，從淡水海關派一名總巡進駐旗后，負責外國船舶進出港檢查。根據「打狗港暫行章程」規定，停泊打狗港的船隻先到福州繳保證金，再到廈門或淡水繳納進口稅。因為辦法繁瑣且不切實際，引起列強的抗議，要求在打狗與安平分別設置海關。
- 1864年5月5日，英人William Maxwell至打狗港開辦海關；次年於台南府城設立分關，此乃高雄海關之濫觴。
- 1895年（光緒21年、明治28年）中日甲午戰後，簽訂馬關條約，將台灣割讓給日本，打狗僅設稅關支署，隸屬於安平稅關。後隨高雄港開建成功，並為南台灣最重要國際港。
- 1934年（昭和9年）7月，日本人將台灣劃分為基隆、高雄兩大關區，正式成立高雄稅關與基隆稅關，同為台灣南北兩大海關。高雄海關與基隆海關分別統轄台灣南、北兩地關務事宜。
- 1936年（民國11年）高雄稅關由原現為高雄港港史館的舊廳舍搬遷至現址的新廳舍。
- 1945年（民國34年）10月，第二次世界大戰結束，海關總稅務司署奉命接收台灣關務，以台灣中部濁水溪為界，劃分為台北、台南兩關區。海關總稅務司署稅務司張申福接收高雄稅關，同年12月1日高雄稅關完成接收並改稱「台南關」，與「基隆稅關」之改稱「台北關」相對等。
- 1969年（民國58年）7月更名為財政部高雄關。
- 1991年（民國80年）2月海關為因應組織法制化，再更名為財政部高雄關稅局。
- 2013年（民國102年）1月因應組織改造，又更名為財政部關務署高雄關。

## 建築

日治時期的高雄稅關廳舍

財務署高雄稅關本部大樓，為日治時期台南關原址，為一棟二樓混泥土造樓房，由池田好治承攬施工，於1936年8月1日建造完成，座落於高雄港西岸（高雄市鼓山區捷興一街三號），建築面積為610坪。嗣經歷年擴建，增建至1988年總建築面積為2,720坪。又鑑於高雄港貨物，進出口量急速增加，報單檔案及辦公人員擁擠，復於1991年興建辦公大樓，與原舊大樓毗連而建，建築面積2,810坪。

## 外部連結
- . 財政部關務署高雄關.   [2017-02-18]. （原始内容存档于2017-02-18）.
- 財政部關務署高雄關的Facebook專頁